# Liste der Straßen, Plätze und Brücken in Hamburg-St. Pauli

Lage von St. Pauli in Hamburg und im Bezirk Mitte (hellrot)

Die Liste der Straßen, Plätze und Brücken in Hamburg-St. Pauli ist eine Übersicht der im Hamburger Stadtteil St. Pauli vorhandenen Straßen, Plätze und Brücken. Sie ist Teil der Liste der Verkehrsflächen in Hamburg.

## Überblick
In St. Pauli (Ortsteilnummern 109 bis 112) leben 22305 Einwohner (Stand: 31. Dezember 2023) auf 0,7 km². Damit ist der Stadtteil der drittkleinste bezogen auf die Fläche und gleichzeitig der am dichtesten bevölkerte. St. Pauli liegt in den Postleitzahlenbereichen 20354, 20355, 20357, 20359, 20459, 22767 und 22769.
In St. Pauli gibt es 108 benannte Verkehrsflächen, darunter 14 Plätze, eine Brücke und einen Tunnel. Motivgruppen finden sich nicht, allerdings wurden aufgrund des raschen Wachstums der Stadt im 19. Jahrhundert viele Straßen der Einfachheit halber nach weiblichen und männlichen Vornamen benannt.

## Übersicht der Straßen
Die nachfolgende Tabelle gibt eine Übersicht über alle benannten Verkehrsflächen im Stadtteil sowie einige dazugehörige Informationen. Im Einzelnen sind dies:
- Name/Lage: aktuelle Bezeichnung der Straße. Über den Link (Lage) kann die Straße auf verschiedenen Kartendiensten angezeigt werden. Die Geoposition gibt dabei ungefähr die Mitte an. Bei längeren Straßen, die durch zwei oder mehr Stadtteile führen, kann es daher sein, dass die Koordinate in einem anderen Stadtteil liegt.
- Straßenschlüssel: amtlicher Straßenschlüssel, bestehend aus einem Buchstaben (Anfangsbuchstabe der Straße) und einer dreistelligen Nummer.
- Länge/Maße in Metern:
Hinweis: Die in der Übersicht enthaltenen Längenangaben sind nach mathematischen Regeln auf- oder abgerundete Übersichtswerte, die im Digitalen Atlas Nord[1] mit dem dortigen Maßstab ermittelt wurden. Sie dienen eher Vergleichszwecken und werden, sofern amtliche Werte bekannt sind, ausgetauscht und gesondert gekennzeichnet.
Der Zusatz (im Stadtteil) gibt an, wie lang die Straße innerhalb des Stadtteils ist, sofern sie durch mehrere Stadtteile verläuft.
- Namensherkunft: Ursprung oder Bezug des Namens.
- Datum der Benennung: Jahr der offiziellen Benennung oder der Ersterwähnung eines Namens, bei Unsicherheiten auch die Angabe eines Zeitraums.
- Anmerkungen: Weitere Informationen bezüglich anliegender Institutionen, der Geschichte der Straße, historischer Bezeichnungen, Baudenkmale usw.
- Bild: Foto der Straße oder eines anliegenden Objektes.

| Name/Lage                                | Straßen- schlüssel | Länge/Maße (in Metern)             | Namensherkunft | Datum der Benennung    | Anmerkungen | Bild |
| ---------------------------------------- | ------------------ | ---------------------------------- | --- | ---------------------- | --- | --- |
| Am Brunnenhof (Lage)                     | A205               | 0295                               | nach dem so genannten „Bornspring“, mit dem die Wasserversorgung des Katharinenkirchspiels gewährleistet wurde | um 1852                | | Am Brunnenhof |
| Am Elbpark (Lage)                        | A218               | 0240                               | nach Lage und Funktion | 1894                   | | Am Elbpark |
| Am Nobisteich (Lage)                     | A299               | 0035                               | nach dem 1727 zugeschütteten Nobisteich | 1899                   | vor 1899: Große Petersenstraße | Am Nobisteich |
| Annenstraße (Lage)                       | A440               | 0235                               | nach dem weiblichen Vornamen | 1856                   | | Annenstraße |
| Anny-Ahlers-Weg (Lage)                   | A                  | 0130                               | Anny Ahlers (1902–1933), Schauspielerin und Sängerin | 2021                   | Fuß- und Radweg | Anni-Ahlers-Weg |
| Antonistraße (Lage)                      | A445               | 0095                               | nach dem männlichen Vornamen | 1800                   | Die Grundstücke auf westlicher Seite liegen in Altona-Altstadt, ansonsten befindet sich die Straße in St. Pauli, insbesondere die komplette Straßenfläche. | Antonistraße |
| Balduinstraße (Lage)                     | B037               | 0180                               | nach dem männlichen Vornamen | 1899                   | | Balduinstraße |
| Balduintreppe (Lage)                     | B782               | 0045                               | in Anlehnung an die Balduinstraße | 1969                   | | Balduintreppe |
| Beatles-Platz (Lage)                     | B895               | 0020 (Durchmesser)                 | The Beatles, britische Beat- und Rockband | 2006                   | | Beatles-Platz (Hamburg-St. Pauli)                                                                                  |
| Bei den Kirchhöfen (Lage)                | B154               | 0205                               | nach den früher hier vor dem Dammtor gelegenen Begräbnisstätten (Dammtorfriedhöfe) | 1794                   | südliche Straßenfläche in Neustadt | Bei den Kirchhöfen                                                                                                 |
| Bei den St. Pauli-Landungsbrücken (Lage) | B156               | 0590 (im Stadtteil)                | auf Grund seiner Lage entstanden | 1911                   | überwiegend in St. Pauli, lediglich ein kurzer Teil in Höhe der Einmündung der Straße Hafentor in Neustadt | Bei den St. Pauli-Landungsbrücken, im Hintergrund die Elbphilharmonie                                              |
| Bei der Schilleroper (Lage)              | B184               | 0175                               | nach der Lage bei dem gleichnamigen, heute denkmalgeschützten Theaterbau | 1848                   | | Bei der Schilleroper                                                                                               |
| Beim Grünen Jäger (Lage)                 | B208               | 0315                               | nach dem gleichnamigen, ehemals dort gelegenen Wirtshaus | 1932                   | nördlich des Neuen Pferdemarktes in Sternschanze | Beim Grünen Jäger                                                                                                  |
| Beim Trichter (Lage)                     | B224               | 0115                               | nach einem in der Franzosenzeit erbauten (Ball-)Haus, dessen Dach die Form eines umgestülpten Trichters hatte | 1905                   | | Beim Trichter |
| Bernhard-Nocht-Straße (Lage)             | B287               | 0695                               | Bernhard Nocht (1857–1945), Tropenmediziner | 1928                   | vor 1928: Bernhardstraße | Bernhard-Nocht-Straße                                                                                              |
| Bernstorffstraße (Lage)                  | B289               | 0770                               | Johann Hartwig Ernst von Bernstorff (1712–1772), deutscher Diplomat und dänischer Außenminister, und Andreas Peter von Bernstorff (1735–1797), Außenminister des Dänischen Gesamtstaates                                                                                                | 1948                   | Nur die Grundstücke auf der Ostseite liegen in St. Pauli, sonst komplett in Altona-Altstadt, insbesondere die Straßenfläche; vor 1948: Adolphstraße | Bernstorffstraße                                                                                                   |
| Bertha-Keyser-Weg (Lage)                 | B835               | 0095                               | Bertha Keyser (1868–1964), Pflegerin von Armen und Obdachlosen | 1983                   | | Bertha-Keyser-Weg                                                                                                  |
| Betty-Heine-Stieg (Lage)                 | B                  | 0135                               | Betty Heine geb. Goldschmidt (1777–1837), Ehefrau des Bankiers Salomon Heine | 2019                   | Fußweg | Betty-Heine-Stieg                                                                                                  |
| Bleicherstraße (Lage)                    | B396               | 0420                               | nach den zahlreichen, im Bleichergewerbe tätigen Bewohnern | um 1665                | | Bleicherstraße |
| Brigittenstraße (Lage)                   | B602               | 0195                               | nach dem weiblichen Vornamen | 1897                   | | Brigittenstraße |
| Brunnenhofstraße (Lage)                  | B644               | 0120                               | nach dem so genannten „Bornspring“, mit dem die Wasserversorgung des Katharinenkirchspiels gewährleistet wurde | um 1852                | | Brunnenhofstraße                                                                                                   |
| Budapester Straße (Lage)                 | B673               | 0815                               | Budapest, Hauptstadt von Ungarn | 1956                   | vor 1956: Thälmannstraße | Budapester Straße                                                                                                  |
| Clemens-Schultz-Straße (Lage)            | C042               | 0420                               | Clemens Schultz (1862–1914), Pastor an der St.-Pauli-Kirche | 1948                   | vor 1948: Kieler Straße | Clemens-Schultz-Straße                                                                                             |
| Congressplatz (Lage)                     | C100               | 0100 x90                           | nach der Lage am Congress Center Hamburg | 2018                   | | Congressplatz |
| Dag-Hammarskjöld-Platz (Lage)            | D005               | 0200 × 50                          | Dag Hammarskjöld (1905–1961), UN-Generalsekretär | 1962                   | Der Platz wurde durch Umbauarbeiten rund um den Bahnhof Dammtor und das Congress Center erweitert und verläuft nun teilweise auf der Fläche der ehemaligen Marseiller Straße; ein schmaler südlicher Teil befindet sich in Neustadt. | Dag-Hammarskjöld-Platz                                                                                             |
| Dammtordamm (Lage)                       | D026               | 0020 (im Stadtteil)                | nach seiner Lage am Dammtor | 1817                   | nur linke Straßenhälfte nördlich der Marseiller Straße bis Bahnbrücke in St. Pauli, sonst in Neustadt; ab Bahnbrücke nördlich komplett in Rotherbaum | Dammtordamm, links ist teilweise das Kriegerdenkmal zu sehen, im Hintergrund eine Teilansicht des Bahnhofs Dammtor |
| Davidstraße (Lage)                       | D046               | 0455                               | nach dem männlichen Vornamen | 1928                   | | Davidstraße |
| Davidstreppe (Lage)                      | D258               | 0045                               | in Anlehnung an die Davidstraße | 1969                   | | Davidstreppe |
| Detlev-Bremer-Straße (Lage)              | D082               | 0370                               | Detlev Bremer (1403–1464), Hamburger Bürgermeister | 1948                   | vor 1948: Sophienstraße | Detlev-Bremer-Straße                                                                                               |
| Erichstraße (Lage)                       | E204               | 0195                               | nach dem männlichen Vornamen | 1800                   | | Erichstraße |
| Feldstraße (Lage)                        | F068               | 0425                               | nach der Lage am angrenzenden Heiligengeistfeld | 1841                   | | Feldstraße |
| Finkenstraße (Lage)                      | F118               | 0095                               | Petrus Finke (1644–1698), Advokat, Vorbesitzer des Geländes | um 1737                | | Finkenstraße |
| Flora-Neumann-Straße (Lage)              | F350               | 0230                               | Flora Neumann (1911–2005), jüdische Widerstandskämpferin gegen den Nationalsozialismus | 2010                   | Noch bis ins hohe Alter war Neumann als Zeitzeugin insbesondere an Schulen aktiv. Vor 2010 Teil der Grabenstraße. | Flora-Neumann-Straße                                                                                               |
| Friedrichstraße (Lage)                   | F243               | 0200                               | nach dem männlichen Vornamen | 1800                   | | Friedrichstraße (Hamburg-St. Pauli)                                                                                |
| Gebrüder-Wolf-Platz (Lage)               | G490               | 0040 × 15                          | Ludwig Wolf (1867–1955), Leopold Wolf (1869–1926) und James Wolf (1870–1943), Musiker | 2006                   | | Gebrüder-Wolf-Platz                                                                                                |
| Gerhardstraße (Lage)                     | G070               | 0090                               | nach dem männlichen Vornamen | 1800                   | | Gerhardstraße |
| Gilbertstraße (Lage)                     | G094               | 0210 (im Stadtteil)                | Jean Gilbert (1879–1942), Komponist und Dirigent | 1948                   | westlich der Bernstorffstraße in Altona-Altstadt; vor 1948: Gustavstraße | Gilbertstraße |
| Glacischaussee (Lage)                    | G100               | 0690                               | nach dem Verlauf auf dem Glacis, d. h. dem Vorfeld des einstigen Festungswalls | 1893                   | östliche Straßenhälfte in Neustadt | Glacischaussee |
| Glashüttenstraße (Lage)                  | G105               | 0375                               | nach einer in der zweiten Hälfte des 18. Jahrhunderts in der heutigen Karolinenstraße betriebenen Glashütte | 1841                   | | Glashüttenstraße                                                                                                   |
| Grabenstraße (Lage)                      | G189               | 0230                               | nach der Lage bei einem ehemaligen Graben | 1849                   | | Grabenstraße |
| Große Freiheit (Lage)                    | G267               | 0350                               | nach der in Altona geltenden Religions- und Gewerbefreiheit dort ansässiger Glaubensgemeinschaften und Handwerker | nach 1600              | | Große Freiheit |
| Hafentreppe (Lage)                       | H025               | 0035                               | nach Lage und Funktion | 1969                   | | Hafentreppe |
| Hamburger Berg (Lage)                    | H073               | 0190                               | nach dem früheren Namen St. Paulis | 1938                   | vor 1938: Hinter der Dröge und Heinestraße | Hamburger Berg |
| Hans-Albers-Platz (Lage)                 | H107               | 0090 × 75 × 40                     | Hans Albers (1891–1960), Schauspieler und Sänger | 1964                   | | Hans-Albers-Platz                                                                                                  |
| Harald-Stender-Platz (Lage)              | H863               | 0075 × 45                          | Harald Stender (1924–2011), Fußballspieler beim FC St. Pauli | 2013                   | | Harald-Stender-Platz                                                                                               |
| Heiligengeistfeld (Lage)                 | H267               | 0605 × 200                         | einstiger Grundbesitz des Hospitals zum Heiligen Geist | 1497                   | Dreimal im Jahr findet hier der traditionelle Hamburger Dom statt. | Heiligengeistfeld (Mai 2020)                                                                                       |
| Hein-Hoyer-Straße (Lage)                 | H284               | 0495                               | Hein Hoyer (um 1380–1447), Hamburger Bürgermeister | 1948                   | vor 1948: Wilhelminenstraße | Hein-Hoyer-Straße                                                                                                  |
| Hein-Köllisch-Platz (Lage)               | H285               | 0045 × 40 × 30 × 20 (im Stadtteil) | Hein Köllisch (1857–1901), Humorist und Liedtexter | 1949                   | westlicher Teil in Altona-Altstadt; vor 1949: Paulsplatz | Hein-Köllisch-Platz                                                                                                |
| Helgoländer Allee (Lage)                 | H322               | 0480                               | Insel Helgoland | 1894                   | östliche Straßenhälfte in Neustadt | Helgoländer Allee, Blick von der Kersten-Miles-Brücke Richtung Hafen                                               |
| Herbertstraße (Lage)                     | H356               | 0095                               | nach dem männlichen Vornamen | 1922                   | vor 1922: Heinrichstraße | Herbertstraße |
| Herrenweide (Lage)                       | H382               | 0125                               | nach einer Wiese beim zugeschütteten Nobisteich, die der Stadt gehörte und den Ratsherren zur Nutzung vorbehalten war | 1830                   | | Herrenweide |
| Holstenglacis (Lage)                     | H585               | 0195                               | Glacis vor dem ehemaligen Holstentor (siehe auch Glacischaussee) | 1893                   | östliche Straßenhälfte in Neustadt | Holstenglacis, links die Russisch-Orthodoxe Kirche des Hl. Johannes von Kronstadt                                  |
| Holstenstraße (Lage)                     | H590               | 0210                               | nach dem Volksstamm der Holsten | 1846                   | Auf dem Gebiet von St. Pauli liegen nur die Grundstücke 1 bis 17 zwischen Nobistor und Simon-von-Utrecht-Straße, ansonsten in Altona-Altstadt und Altona-Nord. | Holstenstraße |
| Hopfenstraße (Lage)                      | H623               | 0285                               | nach der ehemals hier gelegenen Bavaria-St. Pauli-Brauerei | 1866                   | | Hopfenstraße (Hamburg-St. Pauli)                                                                                   |
| Kampstraße (Lage)                        | K054               | 0170                               | nach einem Flurnamen (Kamp = Feld, Landstück) | 1843                   | Nur Hausnummer 44 zu St. Pauli, sonst in Sternschanze. | Kampstraße |
| Karolinenplatz (Lage)                    | K638               | 0200                               | in Anlehnung an die Karolinenstraße | 2009                   | | Karolinenplatz (Hamburg-St. Pauli)                                                                                 |
| Karolinenstraße (Lage)                   | K085               | 0440                               | lt. Beckershaus Herkunft unbekannt, lt. Hanke nach dem weiblichen Vornamen, lt. Adressbuch der Hansestadt Hamburg von 1955 „Motiv unbekannt, vermutlich aber nach der Mutter des damaligen Patrons der Vorstadt St. Pauli, des Senators Spalding, Caroline Lucie Spalding, geb. Reuter“ | 1841                   | früherer Schreibweise Carolinenstraße | Karolinenstraße (Hamburg-St. Pauli)                                                                                |
| Kastanienallee (Lage)                    | K093               | 0315                               | nach der ursprünglichen Bepflanzung | 1866                   | | Kastanienallee |
| Kersten-Miles-Brücke (Lage)              | –                  | 0040 (im Stadtteil)                | Kersten Miles (um 1340–1420), Ratsherr und Bürgermeister | 1896                   | überquert im Zuge der Seewartenstraße die Helgoländer Allee, östlicher Teil in Neustadt | Kersten-Miles-Brücke                                                                                               |
| Kleine Freiheit (Lage)                   | K231               | 0180                               | in Anlehnung an die Große Freiheit | 1688                   | Der Begriff „Freiheit“ bezog sich auf die Religions- und Gewerbefreiheit dort ansässiger Glaubensgemeinschaften und Handwerker. Nur die Grundstücke auf der Ostseite liegen in St. Pauli, ansonsten in Altona-Altstadt, insbesondere die gesamte Straßenfläche. | Kleine Freiheit |
| Kleine Seilerstraße (Lage)               | K239               | 0060                               | in Anlehnung an die Seilerstraße | 1886                   | | Kleine Seilerstraße                                                                                                |
| Laeiszstraße (Lage)                      | L008               | 0315                               | Ferdinand Laeisz (1801–1887), Kaufmann und Reeder | 1861                   | | Laeiszstraße |
| Lagerstraße (Lage)                       | L013               | 0640 (im Stadtteil)                | nach der ehemals hier belegenen Zollvereinsniederlage | 1868                   | westlicher Teil in Sternschanze | Lagerstraße |
| Lerchenstieg (Lage)                      | L381               | 0135                               | in Anlehnung an die Lerchenstraße | 1988                   | | Lerchenstieg |
| Lerchenstraße Lage                       | L140               | 0285                               | in Erinnerung an den Vogelliebhaber und -forscher Gerhard Hinrich von Essen (1770–1883), der hier einen Garten mit Nistplätzen hatte | 1948                   | In Barmbek-Nord und Barmbek-Süd erinnern neben der Von-Essen-Straße zahlreiche weitere nach Vogelmotiven benannte Straßen an den Ornithologen. Nördlich der Stresemannstraße in Sternschanze. | Lerchenstraße |
| Lincolnstraße (Lage)                     | L182               | 0210                               | Abraham Lincoln (1809–1865), 16. Präsident der Vereinigten Staaten | 1866                   | | Lincolnstraße |
| Marktstraße Lage                         | M067               | 0530                               | als zum Neuen Pferdemarkt führender Weg | 1841                   | | Marktstraße (Hamburg-St. Pauli)                                                                                    |
| Marktweg (Lage)                          | M058               | 0045                               | in Anlehnung an die Marktstraße; Fußweg | 1880                   | | Marktweg (Hamburg-St. Pauli)                                                                                       |
| Mathildenstraße (Lage)                   | M087               | 0105                               | nach Verwandten des früheren Grundeigentümers Eduard Buhbe, die alle den Vornamen Mathilde trugen | 1865                   | | Mathildenstraße |
| Messeplatz (Lage)                        | M442               | 0065 × 20                          | nach der Lage bei den Messehallen | 2008                   | | Messeplatz |
| Millerntorplatz (Lage)                   | M192               | 0075 (im Stadtteil)                | nach seiner Lage am Millerntor | um 1896                | bereits 1820 angelegt, bis 1896 Am Wall beim Millerntor; östlicher Teil in Neustadt, in St. Pauli nur ein Straßenzug zwischen Budapester Straße und Reeperbahn | Millerntorplatz |
| Neuer Kamp (Lage)                        | N061               | 0285                               | nach einem Flurnamen (Kamp = Feld, Landstück) | 1841                   | nördliche Straßenhälfte etwa zwischen den Grundstücken 1 bis 25 in Sternschanze | Neuer Kamp |
| Neuer Pferdemarkt (Lage)                 | N062               | 0230                               | nach der ehemaligen Nutzung | 1841                   | Der Zusatz „Neuer“ erfolgte zur Unterscheidung vom in Hamburg-Altstadt gelegenen Pferdemarkt, dem heutigen Gerhart-Hauptmann-Platz; nördlicher Teil in Sternschanze. | Neuer Pferdemarkt                                                                                                  |
| Nobistor (Lage)                          | N137               | 0075 (im Stadtteil)                | nach einem früher in der Nähe gelegenen Grenztor zwischen Hamburg und Altona | 1948                   | vor 1948: Reichenstraße; westlich der Holstenstraße in Altona-Altstadt | Nobistor |
| Ölmühle (Lage)                           | O035               | 0135                               | nach einer hier gelegenen Ölmühle, die 1686 abgerissen wurde | 1841                   | | Ölmühle |
| Otzenstraße (Lage)                       | O172               | 0330 (im Stadtteil)                | Johannes Otzen (1839–1911), Architekt und Stadtplaner | 1948                   | westlich der Bernstorffstraße in Altona-Altstadt; vor 1948: Paulstraße | Otzenstraße |
| Paulinenplatz (Lage)                     | P051               | 0080 × 55                          | in Anlehnung an die Paulinenstraße | 1869                   | | |
| Paulinenstraße (Lage)                    | P052               | 0130                               | nach dem weiblichen Vornamen | 1860                   | | Paulinenstraße |
| Paul-Roosen-Straße (Lage)                | P047               | 0260 (im Stadtteil)                | Paul Roosen (1582–1649), Diakon der Mennonitengemeinde in Altona | 1948                   | Vor 1948: Große Roosenstraße; westlich der Kreuzung Bernstorffstraße/Kleine Freiheit in Altona-Altstadt | Paul-Roosen-Straße                                                                                                 |
| Querstraße (Lage)                        | Q012               | 0050                               | nach der Funktion als Verbindung zwischen Silbersackstraße und Hans-Albers-Platz | zwischen 1815 und 1832 | | Querstraße |
| Reeperbahn (Lage)                        | R083               | 0910                               | nach dem dort ansässigen Gewerbe der Reepschläger | um 1830                | | Reeperbahn |
| Rendsburger Straße (Lage)                | R154               | 0120                               | Rendsburg, Stadt in Schleswig-Holstein | 1894                   | | Rendsburger Straße                                                                                                 |
| Schlachthofpassage (Lage)                | S931               | 0095                               | nach der Lage beim ehemaligen Schlachthof | 1998                   | | Schlachthofpassage                                                                                                 |
| Schmidt-Rottluff-Weg (Lage)              | S913               | 0220                               | Karl Schmidt-Rottluff (1884–1976), expressionistischer Maler | 1987                   | | Schmidt-Rottluff-Weg                                                                                               |
| Schmuckstraße (Lage)                     | S243               | 0150                               | Georg Schmuck, Vorbesitzer des Geländes | 1868                   | | Schmuckstraße |
| Seewartenstraße (Lage)                   | S393               | 0205 (im Stadtteil)                | nach seiner Lage an der Deutschen Seewarte | 1894                   | östlicher Teil ab Helgoländer Allee in Neustadt | Seewartenstraße |
| Seilerstraße (Lage)                      | S396               | 0390                               | nach dem Gewerbe der Reepschläger | 1886                   | | Seilerstraße |
| Silbersackstraße (Lage)                  | S449               | 0120                               | nach einem früheren Landbesitzer namens Silversack | 1815                   | | Silbersackstraße                                                                                                   |
| Silbersacktwiete (Lage)                  | S911               | 0150                               | in Anlehnung an die Silbersackstraße | 1985                   | | Silbersacktwiete                                                                                                   |
| Simon-von-Utrecht-Straße (Lage)          | S453               | 0855                               | Simon von Utrecht (* 14. Jhdt.; † 1437), Hamburger Bürgermeister | 1948                   | vor 1948: Eckernförder Straße | Simon-von-Utrecht-Straße                                                                                           |
| Spielbudenplatz (Lage)                   | S544               | 0310                               | nach so genannten Spielbuden, die hier seit Mitte des 18. Jahrhunderts für Künstler aller Art standen | um 1840                | | Spielbudenplatz |
| St. Pauli-Elbtunnel (Lage)               | S894               | 0185 (im Stadtteil)                | nach Lage und Funktion | 1911                   | südlicher Teil in Steinwerder | St. Pauli-Elbtunnel (Oströhre)                                                                                     |
| St. Pauli Fischmarkt (Lage)              | S573               | 0495                               | nach dem früher hier als Konkurrenz zum Altonaer Fischmarkt abgehaltenen Markt | 1926                   | In St. Pauli liegen nur die Grundstücke mit den Hausnummern 20 bis 32, ansonsten in Altona-Altstadt, insbesondere die komplette Straßenfläche. | St. Pauli Fischmarkt                                                                                               |
| St. Pauli Hafenstraße (Lage)             | S574               | 0755                               | nach der Lage am Niederhafen | 1948                   | | St. Pauli Hafenstraße                                                                                              |
| St. Petersburger Straße (Lage)           | S928               | 0490                               | Sankt Petersburg, Stadt in Russland, Partnerstadt Hamburgs | 2008                   | | St. Petersburger Straße                                                                                            |
| Sternstraße (Lage)                       | S681               | 0565                               | nach der „Sternschanze“, einem Teil der Hamburger Wallanlagen | 1843                   | Mit Ausnahme der Hausnummern 70 bis 98 liegen die Grundstücke auf der östlichen Straßenseite in St. Pauli, ansonsten komplett in Sternschanze, insbesondere die gesamte Straßenfläche. | Sternstraße |
| Stresemannstraße (Lage)                  | S742               | 0330 (im Stadtteil)                | Gustav Stresemann (1878–1929), Politiker | 1945                   | Straßenverlauf von Ost nach West: Zwischen Neuer Pferdemarkt und Bernstorffstraße Straßenfläche und Grundstücke auf der Südseite in St. Pauli, Grundstücke auf der Nordseite in Sternschanze, zwischen Bernstorffstraße und Max-Brauer-Allee (Sternbrücke) südliche Straßenhälfte in Altona-Altstadt, nördliche Hälfte in Sternschanze, von der Max-Brauer-Allee bis Bahnbrücke in Altona-Nord, westlich der Bahnbrücke bis zum Ende in Bahrenfeld. | Stresemannstraße                                                                                                   |
| Talstraße (Lage)                         | T004               | 0350                               | nach der Lage | 1849                   | | Talstraße |
| Taubenstraße (Lage)                      | T032               | 0135                               | Herkunft unbekannt | 1866                   | | Taubenstraße |
| Thadenstraße (Lage)                      | T052               | 0295 (im Stadtteil)                | Friedrich Gottlieb Eduard von Thaden (1809–1886), Oberbürgermeister von Altona | 1948                   | vor 1948: Große Gärtnerstraße; westlich der Bernstorffstraße in Altona-Altstadt | Thadenstraße |
| Tiergartenstraße (Lage)                  | T091               | 0580                               | nach der Lage am früheren Zoologischen Garten Hamburg | 1865                   | | Tiergartenstraße                                                                                                   |
| Trommelstraße (Lage)                     | T174               | 0170 (im Stadtteil)                | nach dem Trommeltor, einem Altonaer Stadttor | 1950                   | westlich der Straße Pepermölenbek komplett in Altona-Altstadt, östlich davon nur die Grundstücke auf der Südseite, Straßenfläche und nördliche Seite in St. Pauli | Trommelstraße |
| Tschaikowskyplatz (Lage)                 | T237               | 0125                               | Pjotr Iljitsch Tschaikowski (1840–1893), russischer Komponist | 2009                   | Kein Platz im herkömmlichen Sinn, sondern ein Straßenzug; vor 2009: Vor dem Holstentor. | Tschaikowskyplatz                                                                                                  |
| Turnerstraße (Lage)                      | T184               | 0110                               | nach einem zunächst „Turnergang“ genannten Zugang von der Marktstraße zur 1862 erbauten Halle des Turnvereins St. Pauli | 1881                   | | Turnerstraße |
| Vorwerkstraße (Lage)                     | V118               | 0065                               | Georg Friedrich Vorwerk (1793–1867), Kaufmann | 1957                   | | Vorwerkstraße |
| Willi-Bartels-Treppe (Lage)              | W520               | 0055                               | Willi Bartels (1914–2007), Unternehmer | 2010                   | | Willi-Bartels-Treppe                                                                                               |
| Wohlwillstraße (Lage)                    | W373               | 0425                               | Anna Wohlwill (1841–1919), Pädagogin | 1948                   | vor 1948: Jägerstraße | Wohlwillstraße (Hamburg-St. Pauli)                                                                                 |
| Zirkusweg (Lage)                         | Z036               | 0370                               | nach einem hier errichteten Zirkusgebäude des Circus Renz | 1879                   | | Zirkusweg |

## Ehemalige Verkehrsflächen
Aufgrund der Umgestaltung des Dag-Hammarskjöld-Platzes wurde der in St. Pauli befindliche Abschnitt der gleichnamigen Brücke ersatzlos abgerissen. Der östliche Teil der Marseiller Straße ist im umgebauten Platz aufgegangen, der westliche Teil wird derzeit (Stand Januar 2022) zu Gunsten der Erweiterung des Loki-Schmidt-Gartens verfüllt.